# 마디풀
마디풀은 북반구 온대·아열대에 분포하는 한해살이풀이다.

## 생태
전체에 털이 없고, 줄기는 갈라져 위로 뻗고, 세로줄이 많고 마디는 부풀어 있다. 높이 10~40 cm 정도이다. 잎은 짧은 자루가 있고 어긋나며 긴 타원형으로 길이 2~4 cm, 털이 없고 뒷면은 가운데맥이 도드라진다. 잎집은 막질이며 불규칙적으로 가늘게 찢어지고, 가는 맥이 있다. 7~9월에 잎겨드랑이에 녹색의 작은 꽃에 다발로 핀다. 꽃덮이조각은 5장이며 가장자리는 흰색 또는 분홍빛을 띤다. 열매는 수과로 가는 주름이 있고 꽃덮이조각으로 싸여 있다.

## 쓰임새
어린잎은 식용하며, 한방에서 말린 것을 이뇨제나 구충제 등에 사용한다. 생약으로 전초를 쓰는데 편축(萹蓄)이라 한다. 이담 작용이 있어 황달에 쓴다.

## 사진

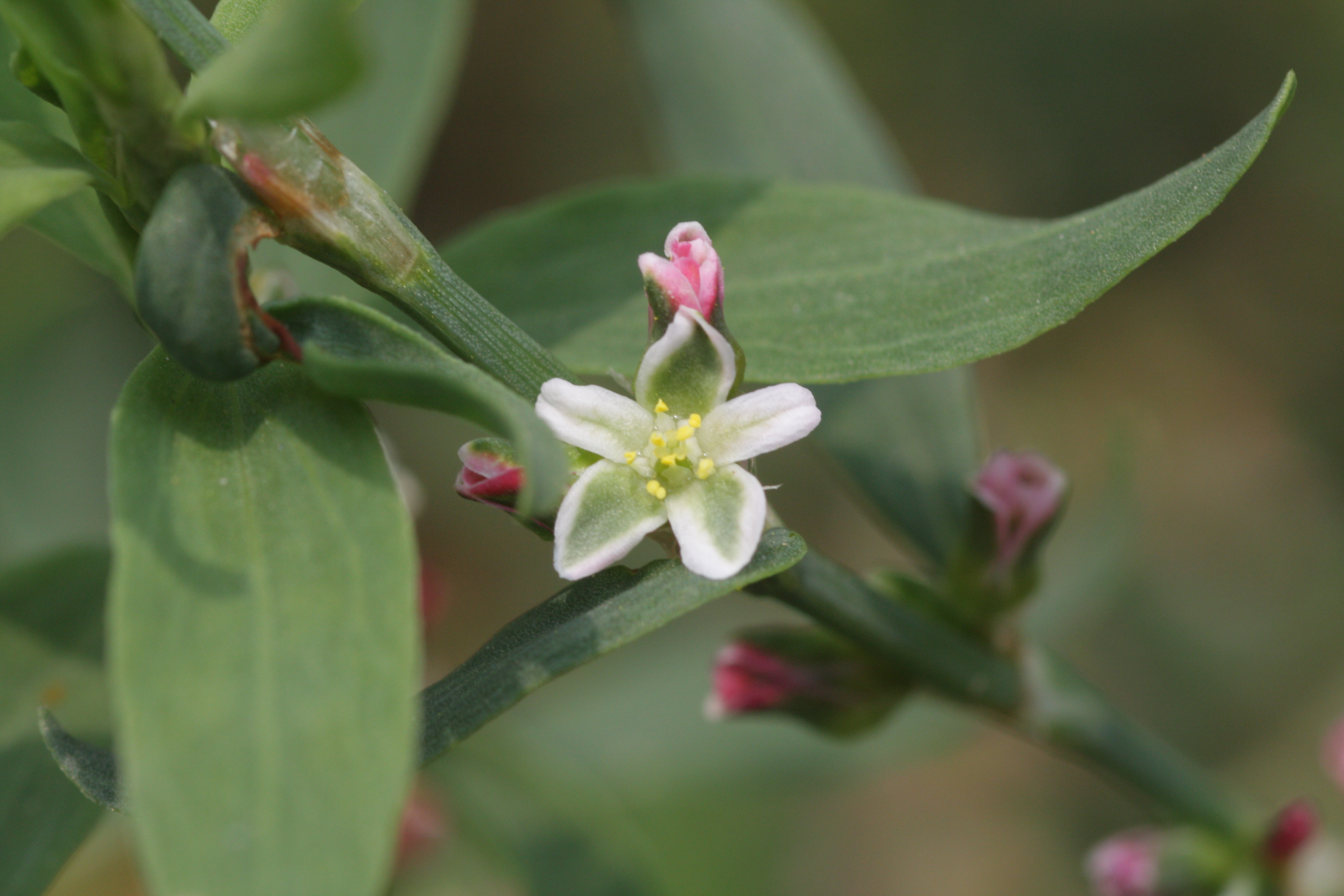
꽃
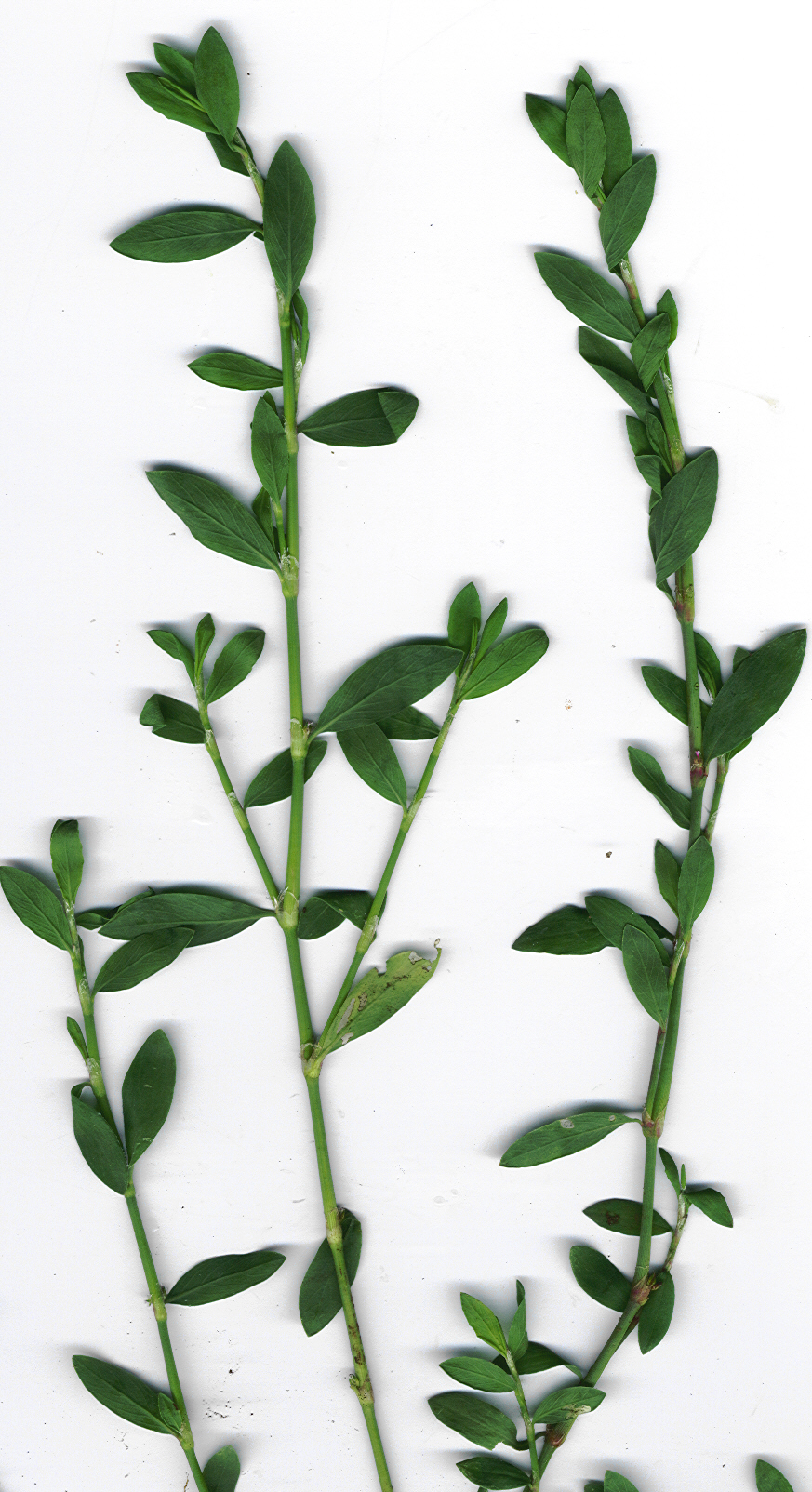
잎줄기
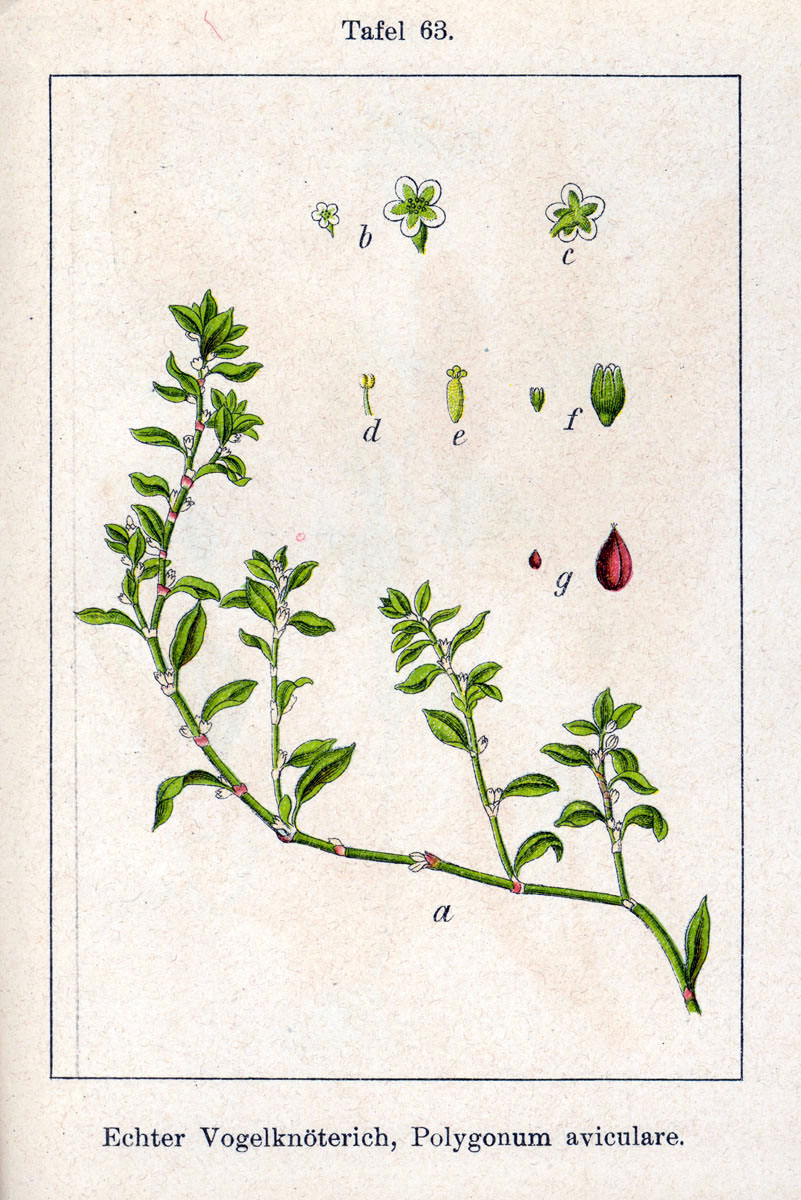
그림

## 참고 문헌
- 이 문서에는 다음커뮤니케이션(현 카카오)에서 GFDL 또는 CC-SA 라이선스로 배포한 글로벌 세계대백과사전의 내용을 기초로 작성된 글이 포함되어 있습니다.